# Eksplicitte omkostninger
Eksplicitte omkostninger er inden for mikroøkonomi de omkostninger, som kapitalisten har i form af direkte pengeudlæg til for eksempel råstoffer, bygninger og arbejdsløn.